# Ashworth Hospital

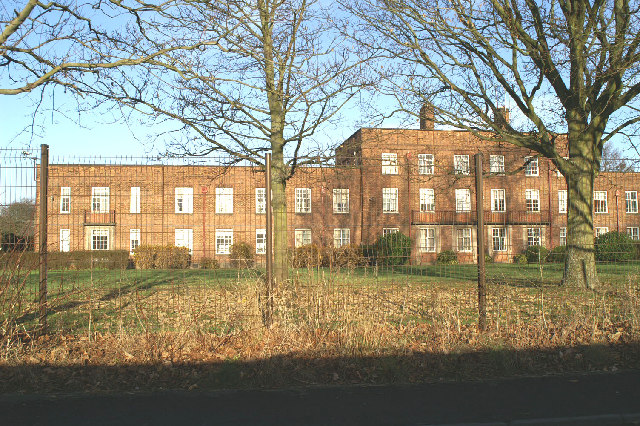
Ashworth Hospital (2005)

Ashworth Hospital ist ein besonders gesichertes psychiatrisches Krankenhaus in Maghull, Merseyside, England.
Ashworth ist neben Rampton Secure Hospital und Broadmoor Hospital eines von drei besonders gesicherten psychiatrischen Krankenhäusern in England und Wales. Die Aufgabe dieser Krankenhäuser ist es Menschen zu behandeln, die als gefährlich, gewalttätig oder kriminell eingestuft werden.
Das Ashworth Hospital wird vom Mersey Care NHS Trust verwaltet. Es entstand aus dem alten Moss Side Hospital und dem Park Lane Hospital und wurde als Entlastung für das Broadmoor Hospital in den frühen 1970er Jahren eröffnet.
Der östliche Teil des alten Gebäudes ist an den Prison Service verpachtet und ist jetzt das HM Prison Kennet.

## Verfahrensweisen
Patienten kommen auf unterschiedliche Art und Weise in dieses Krankenhaus, aber alle stellen eine Gefahr für sich oder die Öffentlichkeit dar. Ein großer Teil, aber nicht alle Patienten kommen aus dem Gefängnis, andere werden von Gerichten eingewiesen oder kommen aus anderen Krankenhäusern. Nicht alle Patienten, die an das Krankenhaus überwiesen werden, werden auch zur Behandlung aufgenommen. Jeder Patient, der aufgenommen werden soll, wird von einer Gruppe von Ärzten untersucht, um seine Aufnahmemöglichkeit zu beurteilen. Nach der Aufnahme wird er weiteren Untersuchungen auf einer der Aufnahmestationen unterzogen. Die Beurteilung durch die Ärzte kann Wochen, aber auch Monate dauern, je nachdem, wie schwerwiegend der Zustand des Patienten ist. Die Aufenthaltsdauer im Krankenhaus ist sehr unterschiedlich und reicht von wenigen Monaten bis zu Jahren mit einem Durchschnitt von sechs Jahren. Die Patienten bleiben im Krankenhaus, bis es ihr Gesundheitszustand erlaubt, dass sie in eine andere Einrichtung verlegt werden können. Der Großteil der Patienten kommt aus North West England, den West Midlands oder Wales. Die Patienten im Ashworth Hospital leiden unter einer Reihe von Krankheiten. Die Mehrheit leidet unter psychotischen Zuständen wie Schizophrenie. Viele leiden zudem unter einer Persönlichkeitsstörung als Begleiterkrankung zu einer Grunderkrankung, einige haben jedoch auch nur eine Persönlichkeitsstörung.
Das Ashworth Hospital hat gegenwärtig 14 Stationen. Es behandelt zur Zeit ungefähr 220 männliche Patienten.
In den umgebenden Orten Maghull, Lydiate und Melling ist bekannt, dass das Ashworth Hospital seine Sirene jeden Montagmorgen um 9 Uhr testet. Die Sirene dient dazu Anwohner davor zu warnen, dass ein gefährlicher Patient aus dem Krankenhaus entflohen ist. Dies ist in der Geschichte des Krankenhauses zweimal vorgekommen, doch dies sind Ereignisse, die vor der Inbetriebnahme der aktuellen Bauten liegen, von wo es noch zu keiner Flucht gekommen ist.

## Bekannte Patienten
- Charles Bronson
- Ian Brady